# Globigerinida
A Globigerinida a likacsosházúak (Foraminifera) planktonikus parafiletikus rendje. Üvegszerű meszes héjat termel, és a jura időszaktól ismertek fosszíliái. Több mint 100 nemzetségben több mint 400 faja van, ebből 30 él ma. Egyik legfontosabb nemzetsége a Globigerina: az óceánfenéken nagy területeket fednek pelágikus üledékei, melyek jobbára a planktonikus életszakaszok héjából állnak.

## Leírás
Perforált planispirális vagy trochospirális héjai lamellás sugaras üvegszerű kalcitból állnak, elsősorban gömbölyű kamrákkal és 1 interiomarginális nyílással. Egyes fajok több nyílással vagy kiegészítő nyílásokkal is rendelkeznek, másokban a nyílás helyzete areális vagy terminális. Másokon kívül megerősítő vastagodások is találhatók. A planktonikus életformához való adaptáció jele a hosszú vékony tüskék jelenléte, melyek nagy felhajtóerejű ektoplazmát támasztanak.

## Kládok
Az alábbi kládjai vannak:
- Globigerinitoidea Bermúdez, 1961
  - Globigerinitidae Bermúdez, 1961
- Globigerinoidea Carpenter et al., 1862
  - Globigerinidae Carpenter & al., 1862
  - Hastigerinidae Bolli, Loeblich & Tappan, 1957
- Globorotalioidea Cushman, 1927
  - Candeinidae Cushman, 1927
  - Catapsydracidae Bolli & al., 1957 †
  - Eoglobigerinidae Blow, 1979 †
  - Globorotaliidae Cushman, 1927
  - Pulleniatinidae Cushman, 1927
  - Truncorotaloididae Loeblich & Tappan, 1961 †
- Globotruncanoidea Brotzen, 1942 †
  - Globotruncanidae Brotzen, 1942 †
  - Rugoglobigerinidae Subbotina, 1959 †
- Guembelitrioidea Montanaro Gallitelli, 1957
  - Cassigerinellidae Bolli & al., 1957 †
  - Chiloguembelinidae Reiss, 1963
  - Guembelitriidae Montanaro Gallitelli, 1957
- Hantkeninoidea Cushman, 1927
  - Hantkeninidae Cushman, 1927 †
- Heterohelicoidea Cushman, 1927
  - Heterohelicidae Cushman, 1927
- Planomalinoidea Bolli et al., 1957 †
  - Globigerinelloididae Longoria, 1974 †
  - Planomalinidae Bolli & al., 1957 †
  - Schackoinidae Pokorny, 1958 †
- Rotaliporoidea Sigal, 1958 †
  - Conoglobigerinidae Boudagher-Fadel et al., 1997 †
  - Favusellidae Michael, 1973 †
  - Globuligerinidae Loeblich & Tappan, 1984 †
  - Hedbergellidae Loeblich & Tappan, 1961 †
  - Praehedbergellidae Banner & Desai, 1988 †
  - Rotaliporidae Sigal, 1958 †
  - Sphaerogerinidae BouDagher-Fadel et al., 2012 †